# Liste der Stolpersteine in Bad Honnef
Die Liste der Stolpersteine in Bad Honnef enthält alle Stolpersteine, die im Rahmen des gleichnamigen Kunst-Projekts von Gunter Demnig in Bad Honnef verlegt wurden. Mit ihnen soll an Opfer des Nationalsozialismus erinnert werden, die in Bad Honnef lebten und wirkten.

## Verlegte Stolpersteine
| Adresse                             | Verlege- datum | Name             | Inschrift                                                                                   | Bild | Anmerkung |
| ----------------------------------- | -------------- | ---------------- | ------------------------------------------------------------------------------------------- | ---- | --------- |
| Bergstraße 5                        | 4. Juli 2006   | Rings, Cilli     | Hier wohnte Cilli Rings Geb. Menkel Jg. 1886 deportiert Richtung Osten ? ?                  |      |           |
| Bergstraße 5                        | 4. Juli 2006   | Stang, Else      | Hier wohnte Else Stang Geb. Juhl Jg. 1901 deportiert Richtung Osten ? ?                     |      |           |
| Bergstraße 5                        | 4. Juli 2006   | Menkel, Elfriede | Hier wohnte Elfriede Menkel Jg. 1882 deportiert 1942 Richtung Osten ? ?                     |      |           |
| Bergstraße 5                        | 4. Juli 2006   | Menkel, Rosalie  | Hier wohnte Rosalie Menkel Jg. 1878 deportiert 1942 Richtung Osten ? ?                      |      |           |
| Linzer Straße Ecke Am Saynschen Hof | 28. Okt. 2005  | Levy, Jakob      | Hier wohnte Jakob Levy Jg. 1875 interniert Lager Much tot 10.3.1942                         |      |           |
| Linzer Straße Ecke Am Saynschen Hof | 28. Okt. 2005  | Levy, Rosa       | Hier wohnte Rosa Levy Jg. 1889 interniert Lager Much deportiert 1942 Richtung Osten ? ?     |      |           |
| Linzer Straße Ecke Am Saynschen Hof | 28. Okt. 2005  | Levy, Blondine   | Hier wohnte Blondine Levy Jg. 1891 interniert Lager Much deportiert 1942 Richtung Osten ? ? |      |           |
| Linzer Straße Ecke Am Saynschen Hof | 28. Okt. 2005  | Levy, Erich      | Hier wohnte Erich Levy Jg. 1929 interniert Lager Much deportiert Richtung Osten ? ?         |      |           |
| Beueler Straße 18                   | 4. Juli 2006   | Sichler, Eva     | Hier wohnte Eva Sichler JG. 1868 deportiert Richtung Osten ermordet                         |      |           |
| Hauptstraße 118                     | 4. Juli 2006   | Löwenberg, Emil  | Hier wohnte Emil Löwenberg Jg. 1882 deportiert 1942 Richtung Osten ? ?                      |      |           |
| Hauptstraße 118                     | 4. Juli 2006   | Löwenberg, Rosa  | Hier wohnte Rosa Löwenberg Geb. Leopold Jg. 1879 deportiert 1942 Richtung Osten ? ?         |      |           |
| Hauptstraße 118                     | 4. Juli 2006   | Löwenberg, Else  | Hier wohnte Else Löwenberg Flucht 1939 Holland deportiert ermordet                          |      |           |
| Hauptstraße 118                     | 4. Juli 2006   | Löwenberg, Ruth  | Hier wohnte Ruth Löwenberg Flucht 1939 Holland deportiert ermordet                          |      |           |
| Hauptstraße 118                     | 4. Juli 2006   | Löwenberg, Otto  | Hier wohnte Otto Löwenberg Flucht 1939 tot in Rhodesien                                     |      |           |
| Rommersdorfer Straße 22             | 4. Juli 2006   | Stuwe, Camilla   | Hier wohnte Camilla Stuwe Geb. Hammerschlag Jg. 1876 deportiert 1942 Lager Much ? ?         |      |           |
| Rommersdorfer Straße 22             | 4. Juli 2006   | Samuel, Julius   | Hier wohnte Julius Samuel Jg. 1889 deportiert 1942 Richtung Osten ? ?                       |      |           |
| Rommersdorfer Straße 22             | 4. Juli 2006   | Salm, Klara      | Hier wohnte Klara Salm Geb. Block Jg. 1883 deportiert 1942 Richtung Osten ? ?               |      |           |
| Rommersdorfer Straße 22             | 4. Juli 2006   | Aron, Adolf      | Hier wohnte Adolf Aron Jg. 1870 deportiert 1942 Theresienstadt befreit 1945                 |      |           |